# Niżnia Wołoszyńska Przełęcz
Niżnia Wołoszyńska Przełęcz, dawniej Siodło Wielbłąda (2036 m n.p.m.) – przełęcz w Tatrach Wysokich, położona w grzbiecie Wołoszyna, oddzielającym Dolinę Waksmundzką od Doliny Roztoki.
Przełęcz jest trzecią od zachodu przełęczą w masywie Wołoszyna i oddziela od siebie Pośredni Wołoszyn (od strony południowo-zachodniej) oraz Skrajny Wołoszyn (od strony północno-wschodniej). Z przełęczy opada do Doliny Roztoki Skalnisty Żleb. Od strony Doliny Waksmundzkiej poniżej przełęczy znajduje się Pośrednia Waksmundzka Równica.
Przez masyw Wołoszyna przeprowadzona została na początku XX wieku przez ks. Walentego Gadowskiego trasa Orlej Perci. Odcinek od Polany pod Wołoszynem do Krzyżnego od wielu lat jest jednak zamknięty, cały masyw Wołoszyna został natomiast objęty ścisłą ochroną i wyłączony z ruchu turystycznego i taternickiego.
Dawna nazwa przełęczy (Siodło Wielbłąda), jak i inne okoliczne nazwy, została nadana przez księdza Gadowskiego, któremu wygląd masywu Wołoszyna kojarzył się z wielbłądem o dwóch garbach.

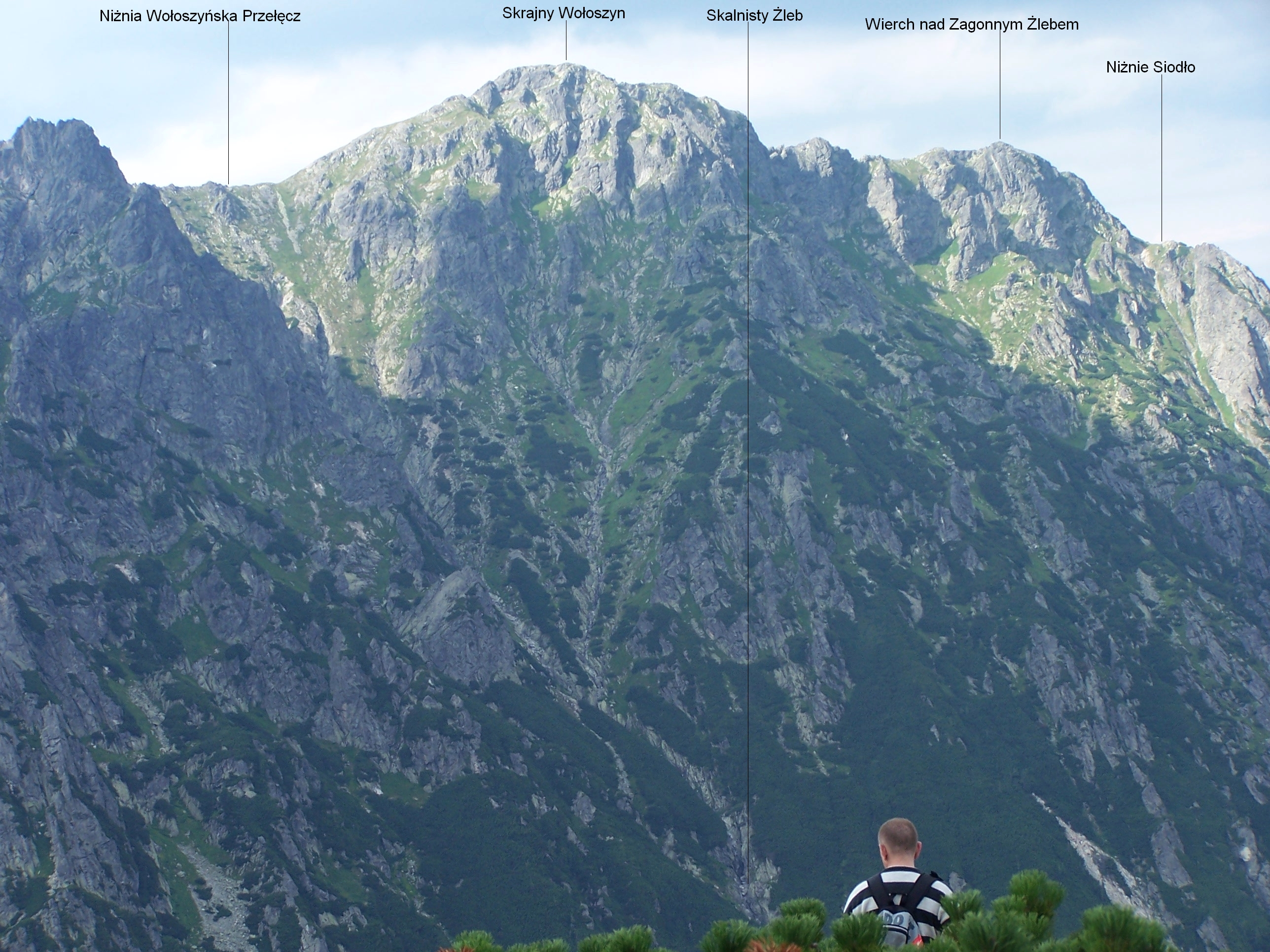
Widok ze Świstowej Czuby